# 萊斯特 (愛荷華州)
萊斯特（英語：Lester）是一個位於美國愛荷華州萊昂縣的城市。

## 地理
萊斯特的座標為43°26′15″N 96°20′00″W / 43.43750°N 96.33333°W，而該地的平均海拔高度為430米（即1411英尺）。

## 人口
根據2010年美國人口普查的數據，萊斯特的面積為4.71平方千米，當中陸地面積為4.71平方千米，而水域面積為0.00平方千米。當地共有人口294人，而人口密度為每平方千米62人。